# توجيه المبنى
توجيه المبنى و يقصد به التوجيه المناسب للمبنى بالنسبة للجهات الأساسية (شمال جنوب شرق غرب). موقع المبنى في المنطقة المعنية يجب أن يأخذ بعين الاعتبار شكل وارتفاع المباني المحيطة بها بالنسبة لمسار الشمس في الشتاء والصيف ، من أجل تحديد المناطق المظلة و المشمسة. في ألمناخات المعتدلة التوجيه المفضل هو باتجاه شرق غرب، أسطح زجاجية باتجاه الجنوب وجدران كاملة في المناطق الشمالية. في الأحوال الجوية الأخرى يمكن أن يكون مفيد توجيه مختلف عن اتجاه محور حرارة الهيليوم.
تصميم وتوزيع المساحات الداخلية سوف تتبع نفس المنطق من أجل ضمان الراحة الحرارية . بصفة عامة ، ينبغي أن تكون بجهة الشمال جميع البيئات التي لا تحتاج إلى إضاءة خاصة ، مثل سلالم، ممرات، وخدمات، أما البيئات التي تحتاج إلى ضوء النهار ينبغي أن تكون في الواجهة الجنوبية. غرف النوم ينبغي أن تكون مواجهة إلى جنوب شرق أو جنوب غرب، المطبخ عموما إلى جهة الشرق لأن الشمس أقل حرارة في الصباح. المدخل ينبغي ان يكون مصمم لعدم السماح بدخول الهواء البارد في كل مرة يفتح الباب، والتحذير هو عدم تعريض المدخل إلى الرياح الباردة الشتوية. في هذا الصدد من الضرورة حماية الجدار الشمالية من شدة الرياح.